# Zavodeanka, Bilokurakîne
Zavodeanka (în ucraineană Заводянка) este un sat în comuna Pavlivka din raionul Bilokurakîne, regiunea Luhansk, Ucraina.

## Demografie
Componența lingvistică a localității Zavodeanka
     Ucraineană (98,7%)
     Rusă (1,3%)
Conform recensământului din 2001, majoritatea populației localității Zavodeanka era vorbitoare de ucraineană (98,7%), existând în minoritate și vorbitori de rusă (1,3%).